# Gorges de Moinsel
Les gorges de Moinsel sont des gorges se trouvant entre les communes de Bassins et Arzier-Le Muids, le long du ruisseau de la Combe, dans le canton de Vaud, en Suisse. Elles font partie du district franc fédéral du Noirmont et du parc naturel régional Jura vaudois.

## Toponymie
Le nom Moinsel, en ancien français Moncel, en bas latin Monticellus et en latin Monticulus, veut dire « petit mont ».
| Années | Moinsel |
| ------ | ------- |
| 1200   | Moncel  |
| 1205   | Monsez  |
| 1211   | Monseiz |
| 1299   | Monsel  |
| 1400   | Moinsel |

## Géographie

### Situation

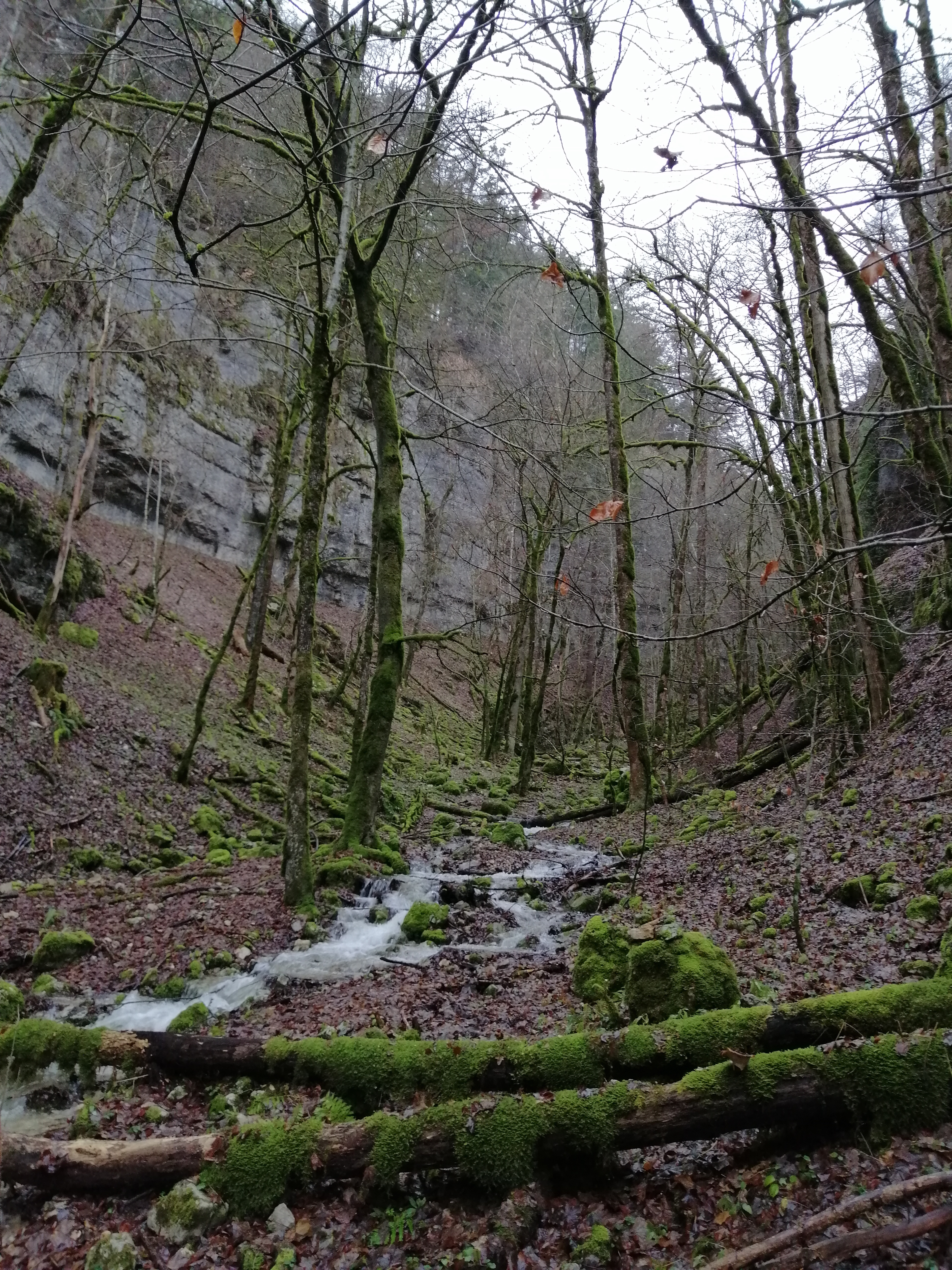
Vue générale de la fin des gorges.

Les gorges, longues de 600 mètres, se situent à l'ouest de village de Bassins et au nord du village d'Arzier-Le Muids, à une altitude variant de 892 mètres à 747 mètres, sur une superficie de 0,112 km2.

### Géologie

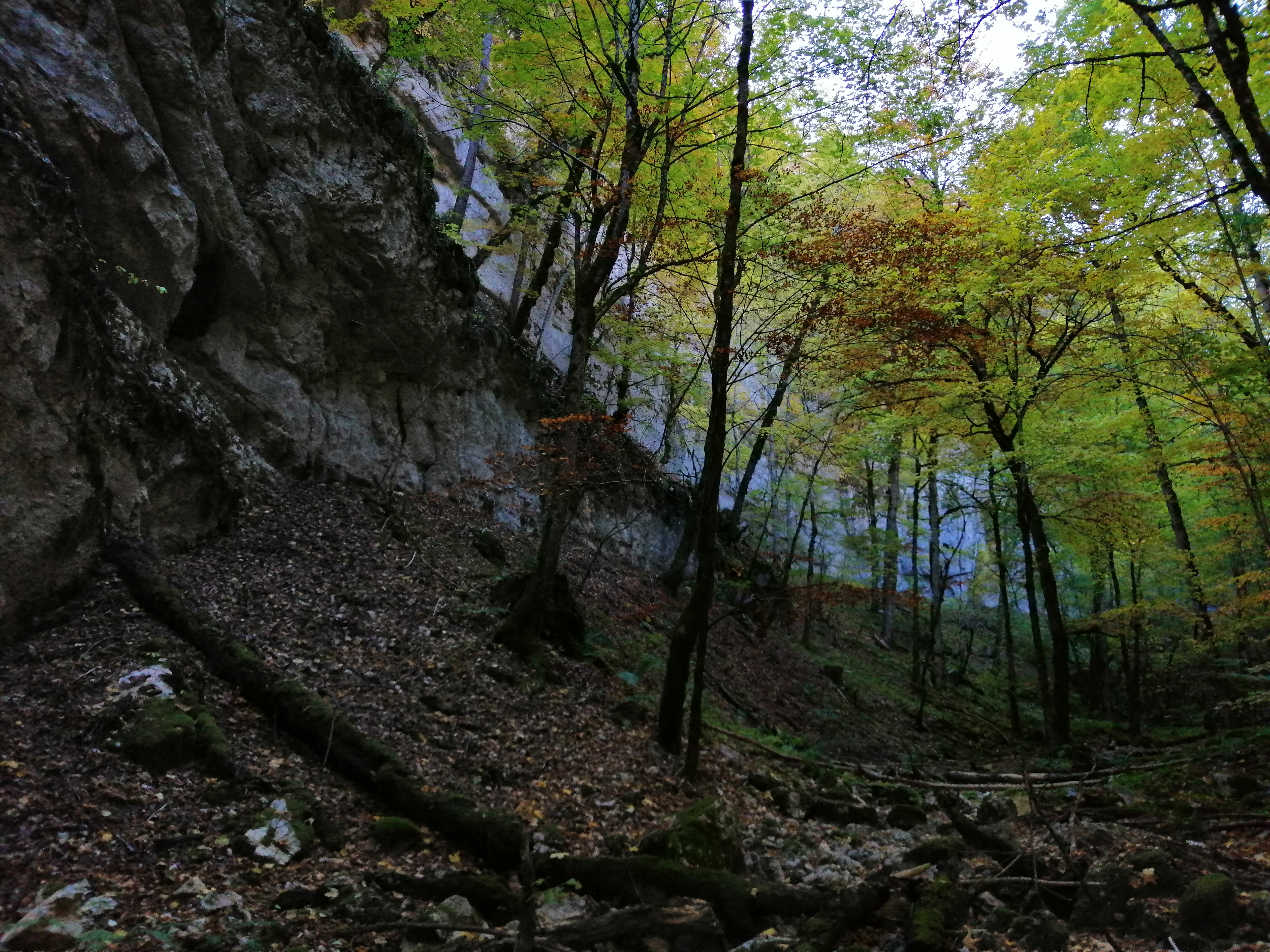
Vue de la falaise ouest des gorges.

Les gorges de Moinsel sont principalement constituées de calcaires urgonien du Malm, du Crétacé et du Quaternaire, ainsi que de quelques niveaux marneux. Le fond des gorges est constitué, du nord au sud, du calcaire du Barrémien, du Hauterivien et du Valanginien, de dépôts morainiques, puis de calcaire du Portlandien et le ravin est constitué de dépôts morainiques.

## Activités

### Protection environnementale
Les gorges font partie du parc naturel régional Jura vaudois et du district franc fédéral du Noirmont (no 30). Ces zones ont été créées pour protéger les pâturages très boisés, afin de préserver le saxifrage bouc, et l'habitat des animaux, afin de maintenir les populations de Grand Tétras et de Vipères péliade.
Depuis 1964, les gorges sont inscrites à Pro Natura, pour les préserver de toute intervention humaine,.